# Municipio de Humboldt (Kansas)
El municipio de Humboldt (en inglés: Humboldt Township) es un municipio ubicado en el condado de Allen en el estado estadounidense de Kansas. En el año 2010 tenía una población de 253 habitantes y una densidad poblacional de 3,88 personas por km².

## Geografía
El municipio de Humboldt se encuentra ubicado en las coordenadas 37°49′32″N 95°24′51″O / 37.82556, -95.41417. Según la Oficina del Censo de los Estados Unidos, el municipio tiene una superficie total de 65.27 km², de la cual 64,05 km² corresponden a tierra firme y (1,87 %) 1,22 km² es agua.

## Demografía
Según el censo de 2010, había 253 personas residiendo en el municipio de Humboldt. La densidad de población era de 3,88 hab./km². De los 253 habitantes, el municipio de Humboldt estaba compuesto por el 95,26 % blancos, el 0,4 % eran afroamericanos, el 0,4 % eran asiáticos, el 3,95 % eran de otras razas. Del total de la población el 4,35 % eran hispanos o latinos de cualquier raza.